# Anginopachria
Anginopachria là một chi bọ cánh cứng trong họ Dytiscidae.
Chi này được Wewalka, Balke & Hendrich miêu tả khoa học năm 2001.

## Các loài
Các loài trong chi này gồm:
- Anginopachria prudeki Wewalka, Balke, Hájek & Hendrich, 2005
- Anginopachria schoedli Wewalka, Balke, Hájek & Hendrich, 2005
- Anginopachria ullrichi (Balke & Hendrich, 1999)